# Šport u 1937.
◄◄ | ◄ | 1934. | 1935. | 1936. | 1937.  | 1938. | 1939. | 1940. | ► | ►►
Arhitektura • Astronomija • Biologija • Film • Fotografija • Glazba • Kazalište • Kemija • Kiparstvo • Knjige • Književnost • Kršćanstvo • Meteorologija • Medicina • Planinarstvo • Politika • Pravo • Promet • Slikarstvo • Strip • Šport • Televizija • Znanost • Zrakoplovstvo • Željeznički promet
Šport u 1937.

## Svijet

### Natjecanja

#### Kontinentska natjecanja

##### Europska natjecanja
- Od 2. do 7. svibnja – Europsko prvenstvo u košarci u Rigi u Latviji: prvak Litva

### Osnivanja
- Neftçi Baku, azerbajdžanski nogometni klub
- FK Rabotnički Skoplje, sjevernomakedonski nogometni klub

## Hrvatska i u Hrvata

### Osnivanja
- POŠK, hrvatski vaterpolski i plivački klub[1][2]

## Vanjske poveznice
|  | Zajednički poslužitelj ima još gradiva o temi Šport u 1937. |